# Бабенко, Потап Васильевич
Потап Васильевич Бабенко (1888 год — 1951 год) — председатель колхоза «За линию ЦК ВКП(б)» Панфиловского района Фрунзенской области, Киргизская ССР. Герой Социалистического Труда (1948). Член КПСС с 1935 года.

## Биография
С 1938 года — председатель колхоза «За линию ЦК ВКП(б)» Панфиловского района. Вывел колхоз в передовые сельскохозяйственные предприятия Панфиловского района. Во время его руководства колхозом поголовье крупного скота возросло в два раза. В 1947 году колхоз сдал государству в среднем по 30,4 центнеров зерновых и 443 центнеров сахарной свеклы с каждого гектара. Указом Президиума Верховного Совета СССР от 26 марта 1948 года удостоен звания Героя Социалистического Труда с вручением ордена Ленина и золотой медали «Серп и Молот».
Скончался в 1951 году.
Сочинения
- 31 центнер озимой пшеницы с гектара на богаре [Текст] : [Колхоз «За линию ЦК ВКП(б)» Панфилов. района] / П. В. Бабенко ; Под общ. ред. министра сельского хозяйства Киргиз. ССР Г. Г. Баграмова. — Фрунзе : Киргизгосиздат, 1948 (Токмак : гортип.). — 46 с. : ил.; 17 см.

Награды
- Орден Ленина
- Орден Трудового Красного Знамени
- Орден Красной Звезды